# Czeslaw Walek
Czeslaw Walek (* 31. ledna 1975 Třinec) je český právník a LGBT aktivista polského původu, někdejší náměstek ministra pro lidská práva a národnostní menšiny.

## Osobní život
Czeslaw Walek je polského původu, oba rodiče jsou polské národnosti s českým občanstvím. Vyrůstal v Třinci. Hovoří anglicky, španělsky, česky a polsky. S původem nizozemským přítelem Willemem žije v pražských Strašnicích. Dne 2. května 2014 uzavřel s partnerem v Rotterdamu sňatek.

## Profesní dráha
Studoval právo v Krakově, půl roku v Belgii a také v Budapešti se zaměřením na lidská práva. Má titul Mgr.
Pracoval u české pobočky Transparency International a na pozici programového ředitele CEE Trust pro Českou republiku, Maďarsko a Slovensko. Je členem správní rady Nadace Open Society Fund Praha.
V letech 2003–2011 s dvouletou přestávkou pracoval na Úřadu vlády ČR, v roce 2007 jako ředitel kanceláře Rady vlády ČR pro romské komunity. V roce 2004 vypracoval Akční plán Dekády romské inkluze. Podílel se na vzniku Agentury pro sociální začleňování.
V letech 2007-2012 byl členem správní rady Nadace Open Society Fund Praha.
V letech 2012-2015 byl ředitelem neziskové organizace Otevřená společnost, o.p.s.
Od roku 2023 je předsedou správní rady Nadačního fondu Pride Business Forum.
Od března 2009 byl náměstkem ministra pro lidská práva a národnostní menšiny; po demisi ministra Kocába převzal faktickou správu resortu. Do svého odvolání v únoru 2011 byl ředitelem Sekce pro lidská práva Úřadu vlády ČR.

## Politika a aktivismus
Roku 2010 neúspěšně kandidoval za Stranu zelených do zastupitelstva městské části Praha 10. V roce 2011 obdržel cenu velvyslanectví USA Alice Garrigue Masarykové za dlouhodobou činnost v oblasti lidských práv. Od roku 2011 působí jako ředitel festivalu Prague Pride a předseda pořádajícího občanského sdružení. Od března 2012 je ředitelem neziskové organizace Otevřená společnost, o. p. s.
Ve volbách do Poslanecké sněmovny PČR v roce 2013 kandidoval již jako člen SZ na 3. místě kandidátky v Praze, ale neuspěl (strana se do Sněmovny nedostala). V komunálních volbách v roce 2014 kandidoval jako člen SZ do Zastupitelstva městské části Praha 2, a to na kandidátce subjektu "Zelená pro Prahu 2 - Strana zelených s podporou Pirátů a SNK-ED", ale opět neuspěl. V roce 2022 kandiduje do Zastupitelstva hlavního města Prahy za hnutí STAN jako člen tohoto hnutí.